# NGC 306
NGC 306 là một cụm sao mở trong Đám mây Magellan nhỏ. Nó nằm trong chòm sao Đỗ Quyên. Nó được phát hiện vào ngày 4 tháng 10 năm 1836 bởi John Herschel.